# Maaza Mengiste

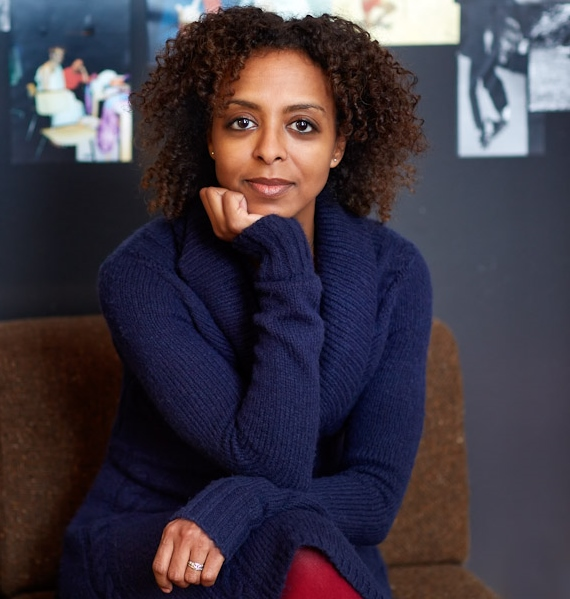
Maaza Mengiste im Literaturhaus Frankfurt (Januar 2013)

Maaza Mengiste (* 1971 in Addis Abeba, Äthiopien) ist eine äthiopisch-US-amerikanische Autorin.

## Leben
Mengiste verließ ihre Heimat bereits als Kleinkind im Alter von knapp vier Jahren zusammen mit ihrer Familie, bedingt durch die Folgen der Revolution im Lande nach dem Sturz des damaligen Kaisers Haile Selassie. Danach lebte sie in Lagos, Nigeria und in Nairobi, Kenia, bevor sie in die USA kam. Dort schloss sie das Fach Kreatives Schreiben an der New York University mit einem Master of Fine Arts ab. 2010 veröffentlichte sie ihren ersten Roman Beneath the Lion’s Gaze, der 2013 als Unter den Augen des Löwen in der deutschen Übersetzung von Andreas Jandl erschien.
Mengiste schreibt regelmäßig für The New York Times, das Granta Magazin und das Magazin Callaloo über Themen im Zusammenhang mit der Äthiopischen Revolution von 1974, über Migranten und deren Schicksal in Europa. Auch Menschenrechte sind gehören zu ihren Themen. Sie ist im Beirat des Online-Magazins Warscapes und in der Kinder-Hilfsorganisation Young Center for Immigrant Children’s Rights.
Die Autorin lebt in New York City und ist Gastprofessorin für Kreatives Schreiben am Queens College, City University of New York sowie Dozentin für Kreatives Schreiben am Lewis Center for the Arts der Princeton University in Princeton. Von Januar bis Juni 2020 weilte Mengiste als Writer in Residence des Literaturhauses Zürich und der Stiftung PWG in Zürich. Ihr Roman The Shadow King stand 2020 auf der Shortlist des Man Booker Prize.

## Politische Einstellungen
Im Oktober 2024 gehörte Mengiste zu den Unterzeichnern eines Aufrufs zum Boykott israelischer Kulturinstitutionen, „die an der überwältigenden Unterdrückung der Palästinenser mitschuldig sind oder diese stillschweigend beobachtet haben“.

## Rezeption
Sigrid Löffler schreibt in der Süddeutschen Zeitung über die Darstellung des italienischen Abessinenkrieges und den von einem Kaiserphantom angeführten Widerstand äthiopischer Frauen in Mengistes Roman Der Schattenkönig, dass die „läppische“ Handlung und der hohe „Legendenton“ nicht zu der historischen Katastrophe passten. Es handle sich um eine „märchenhafte Kriegs-Rhapsodie“. Hubert Spiegel stellt in der Frankfurter Allgemeinen fest, dass auch „Heldinnen nicht davor geschützt sind, in einer in pathetischer Sprache erzählten Geschichte aus Blut und Patriotismus aufzutreten“.

## Auszeichnungen und Ehrungen
- Fulbright Scholar
- Fellow der Emily Harvey Foundation
- Fellow des Virginia Center for the Creative Arts
- Stipendiat des Prager Sommerprogramms
- Fellow in Yaddo, Saratoga Springs, New York State
- 2011: Zweitplatzierte für den Dayton Literary Peace Prize in der Kategorie Belletristik für Beneath the Lion’s Gaze.
- 2013: Peterbaugh Fellow der Zeitschrift World Literature Today
- 2019: Aufnahme in die Anthologie New Daughters of Africa von Margaret Busby
- 2021: Edgar Allan Poe Award – „Best Short Story“: Dust, Ash, Flight (in Addis Ababa Noir)[8]
- 2021: Premio Gregor von Rezzori – Bestes ausländisches Werk: Il Re Ombra (The Shadow King)
- 2022: Fellow des Berliner Künstlerprogramms (DAAD)

## Veröffentlichungen
- Beneath the Lion’s Gaze. Norton, New York 2010, ISBN 978-0-393-33888-1.
  - Deutsch: Unter den Augen des Löwen. Roman, übersetzt von Andreas Jandl. Verlag das Wunderhorn, Heidelberg 2013, ISBN 978-3-88423-400-6.[9]
- The Shadow King. New York 2019.
  - Deutsch: Der Schattenkönig. Roman, übersetzt von Brigitte Jakobeit und Patricia Klobusiczky. dtv, München 2021, ISBN 978-3-423-28292-5.